# جون مولان
جون مولان (بالإنجليزية: John Mullan)‏ أستاذ اللغة الإنجليزية بكلية لندن الجامعية. وهو متخصص في أدب القرن الثامن عشر، وهو يكتب حاليًا المجلد 1709-1784 من تاريخ أوكسفورد الأدبي الإنجليزي.
كاتب عمود أسبوعي عن الخيال المعاصر لصحيفة الغارديان ومراجع لمجلة لندن ريفيو أوف بوكس  و نيوستيتسمان. لقد كان مساهماً في مجلة «بي بي سي تو نيوز نيوز نايت ريفيو» و «راديو بي بي سي 4 في زمننا» . كان أفضل قاضي بوكر في عام 2008 وحائز عالى جائزة بوكر الأدبية نفسها في عام 2009.
تلقى تعليمه في مدرسة داون سايد وكلية الملك في كامبريدج، وكان زميلًا باحثًا في كلية المسيح، كامبريدج ومحاضرًا في كلية فيتزويليام، كامبريدج، قبل الانتقال إلى UCL في عام 1994.